# Tilly (Fahrzeug)
Car, Light, Utility 4×2, oder auch Tilly (von Utility), war die Bezeichnung für eine Gruppe leichter Personenkraftwagen verschiedener Hersteller, die von den Streitkräften des Vereinigten Königreichs im Zweiten Weltkrieg eingesetzt wurden.

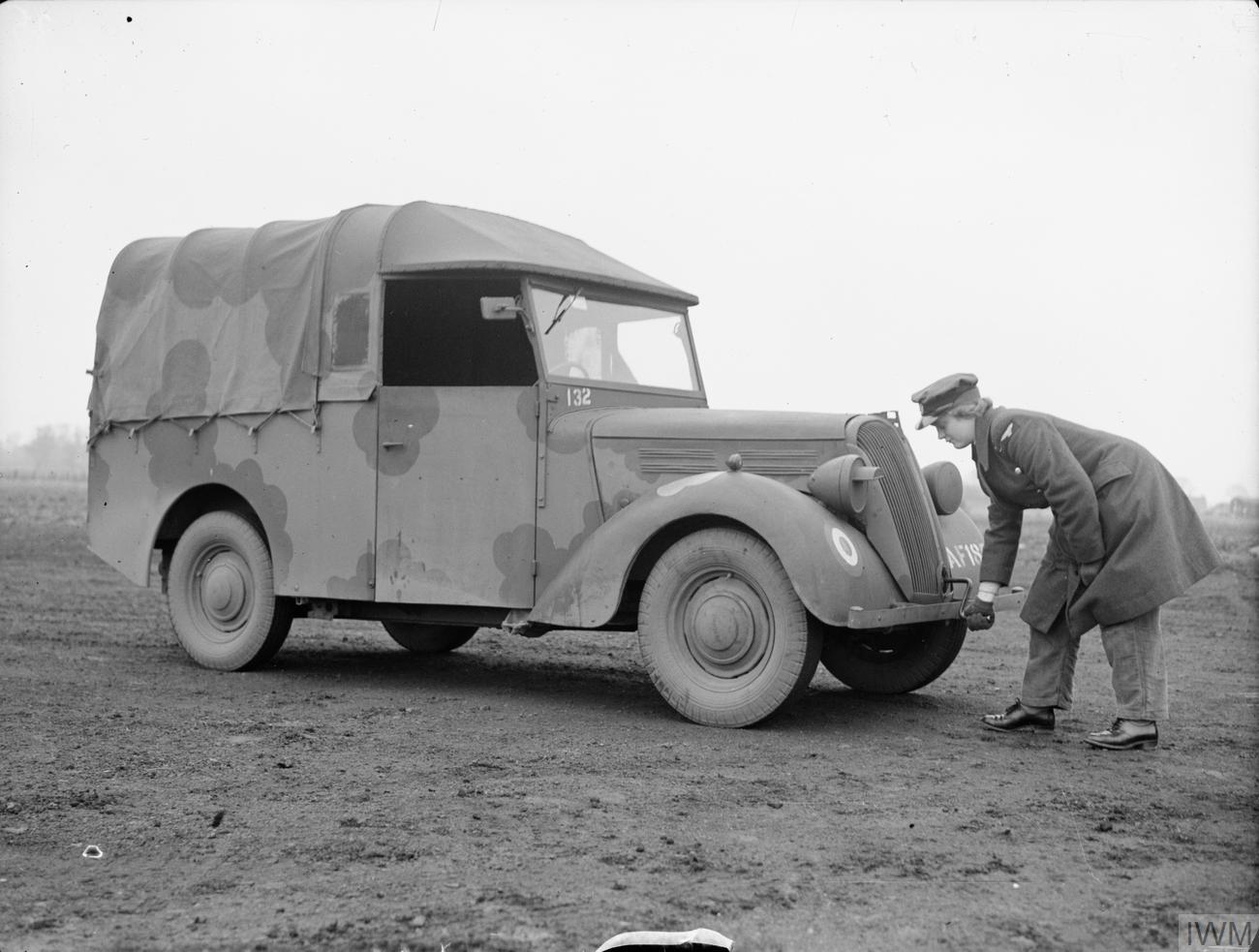
Standard Twelve „Tilly“

## Herkunft und Verwendung
Neben Zivilfahrzeugen, die in Stäben und für andere rückwärtige Aufgaben verwendet wurden, setzte das britische Militär eine große Zahl abgeänderter Zivilfahrzeuge ein, bei denen der Fahrgastraum verkürzt und eine Ladefläche im hinteren Teil, wie bei einem Pick-up, montiert wurde.

## Hersteller und Varianten
Austin produzierte rund 29.000 Stück bis Kriegsende:
- Austin 8
- Austin 10

Morris:
- Morris Ten

Standard:
- Standard Ten
- Standard Twelve

Hillman:
- Hillman Ten